# Marcel Dzama
 (mars 2024).
Si vous disposez d'ouvrages ou d'articles de référence ou si vous connaissez des sites web de qualité traitant du thème abordé ici, merci de compléter l'article en donnant les références utiles à sa vérifiabilité et en les liant à la section « Notes et références ».
Marcel Dzama, né le 4 mai 1974 à Winnipeg, est un peintre, sculpteur, dessinateur et sérigraphe canadien. Il réside à New York.[réf. nécessaire]
L’œuvre de Marcel Dzama se distingue par ses collages et ses dioramas.[réf. nécessaire]

## Expositions
- 1998  
  - David Zwirner, New York
- 2002 	
  - La Biennale de Montréal 2002, Montréal
- 2003	
  - The Royal Art Lodge - Ask the Dust Museum of Contemporary Art, Los Angeles
  - The Royal Art Lodge - Ask the Dust The Power Plant, Toronto
  - The Royal Art Lodge - Ask the Dust Drawing Center, New York
- 2004	
  - Central Station - The Harald Falckenberg Collection La Maison Rouge, Paris
  - Diaries and Dreams Ursula Blickle Stiftung, Kraichtal
  - Bears in My Room - Works on Paper by Marcel Dzama Second Street Gallery, Charlottesville
  - Strips & Characters - Kunstverein Wolfsburg
- 2005 	
  - Funny Cuts - Kunst Staatsgalerie Stuttgart
- 2006 	
  - Into Me / Out Of Me, Kunst-Werke Berlin
  - The Wonderful Fund, Collecting Art for the New Millennium, West Sussex
  - Marcel Dzama - Tree with Roots, CCA - Centre for Contemporary Art, Glasgow
  - Richard Heller Gallery, Santa Monica CA
  - P.S.1 Contemporary Art Center, Long Island City
  - Parallel Visions II - Outsider and Insider Art Today, Galerie St. Etienne, New York
  - Yerba Buena Center for the Arts, San Francisco CA
  - National Gallery of Canada - Musée des beaux-arts du Canada, Ottawa, Ontario
- 2007	
  - Hinter Den Sieben Bergen, Patricia Low Contemporary, Gstaad